# Брадавичаста камењарка
Брадавичаста камењарка (лат. Saxifraga bulbifera) је зељаста биљка из фамилије Saxifragaceae. Врста се јавља у централној, јужној и југоисточној Европи.

## Опис врсте
Брадавичаста камењарка је вишегодишња биљка, усправне стабљике, високе 15-56 cm. Листови су диференцирани на доње, средње и горње. Доњи, приземни, имају дуге дршке и округласто-бубрежаст облик, са израженим режњевитим ивицама. Средњи листови су знатно мањи и углавном седећи, док су горњи недељени и линеарно ланцетасти. У пазусима листова на стабљици се налазе мркоцрвенкасте расплодне булбиле. Цвасти су разгранате, цимозног типа. Крунични листићи су млечнобеле боје, дуги 5-10 mm и 2-3 пута дужи од чашичних листића. Плодник је потцветан, а плод је округласта чаура. Семена су идужена, са финим папилама.

## Распрострањење у Републици Србији
Брадавичаста камењарка у Србији настањује суве ливаде, пукотине стена, светле шумске састојине. Јавља се и на кречњаку и на силикату. Познати су локалитети у источној, југоисточној, јужној, централној и југозападној Србији. Постоје литературни подаци за Војводину, али они нису потврђени.

## Угроженост и заштита врсте
Брадавичаста камењарка у Републици Србији има статус заштићене биљне врсте.

## Галерија
- Приземни листови брадавичасте камењарке
- Цваст брадавичасте камењарке